# Walter Felke

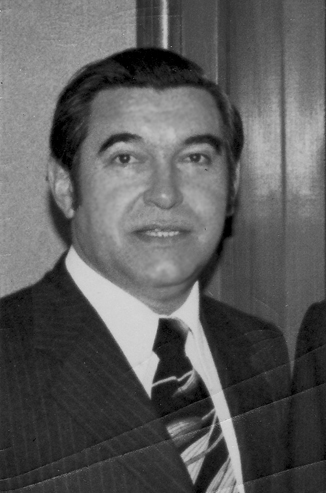
Walter Felke

Walter Lorenz Felke (* 10. Februar 1928 in Laufersweiler; † 14. Februar 2017 in Sohren) war ein deutscher Unternehmer, Kommunalpolitiker und Träger der Ehrennadel des Landes Rheinland-Pfalz.

## Leben
Walter Felke wurde als zweitältester Sohn des Hunsrücker Unternehmers Michael Felke und dessen Frau Maria, geborene Oberst, in der Gemeinde Laufersweiler im Hunsrück geboren. 1933 siedelte die Familie ins benachbarte Sohren, wo sein Vater das Möbelproduktionsunternehmen, die Felke Möbelwerke, ausbaute. Nach dem Besuch des Herzog-Johann-Gymnasiums in Simmern absolvierte er von 1943 bis 1945 eine Schreinerlehre im väterlichen Industriebetrieb, in dem er ab 1946 im Einkauf mitarbeitete. Unter der Leitung des Firmengründers Michael und dessen Bruder Franz Felke zählten die Felke-Möbelwerke in den 1960er Jahren zu den größten Möbelproduktionsunternehmen der Bundesrepublik Deutschland mit zahlreichen Produktions- und Verkaufsstandorten in allen westdeutschen Bundesländern. 
1970 übernahm er gemeinsam mit seinen beiden Brüdern Aloys und Günter die Geschäftsführung der Felke-Möbelwerke und aller Tochter- und Zweigfirmen.

## Kommunalpolitische Tätigkeit
Ab 1956 war Felke Mitglied des Ortsgemeinderates und schließlich von 1964 bis 1968 zweiter Beigeordneter von Sohren. Zwischen 1959 und 1974 war er im Vorstand der AOK Zell-Mosel und 1974 im Vorstand der AOK Rhein-Hunsrück in Simmern.

## Ehrungen
Für sein kommunalpolitisches Engagement, seine ehrenamtlichen Dienste als langjähriger Elternbeirat am Herzog-Johann-Gymnasium Simmern und seine Mitarbeit im Pfarrgemeinderat der katholischen Kirchengemeinde Sohren, wurde Walter Felke 1985 mit der Ehrennadel des Landes Rheinland-Pfalz und 1998 mit der Freiherr-vom-Stein-Plakette ausgezeichnet.